# 天目槭
天目槭（学名：Acer sinopurpurascens）为槭树科槭属下的一个种。

## 扩展阅读
- 維基物種上的相關：天目槭